# Joseph Hohmann Porzellanfabrik
Die Joseph Hohmann Porzellanfabrik war ein Porzellan herstellendes Unternehmen mit Sitz in Düsseldorf-Derendorf.

## Geschichte
Das Unternehmen wurde 1882 von Joseph Hohmann (* 1821 in Düsseldorf) als Porzellanfabrik und Malerei gegründet. Die Fabrik befand sich in der Ahnfeldstraße 121 in Düsseldorf-Düsseltal. 1890 beschäftigte sie 100 Arbeiter. 1900 und 1910 war Reinhard Hohmann Inhaber. 1900 erfolgte der Verkauf der Ware durch die Porzellan-, Steingut-, Glas- und Kristallhandlung Anton Franz Hohmann in der Düsseldorfer Altstadt, Flinger Straße 20. Franz Hohmann (* 1816 in Düsseldorf), der Bruder von Joseph Hohmann, war seit 1866 Mitinhaber der Oberhausener Porzellanfabrik Gebrüder Hohmann in Oberhausen. 1910 hatte die Fabrik etwa 160 Arbeiter und Inhaber war Reinhard Hohmann. Die Fabrik war Mitglied des Verbandes keramischer Gewerke und wurde 1900 und 1910 als Mitglied der Vereinigung Deutscher Porzellanfabriken (VDP) aufgeführt.

## Produkte
Die Joseph Hohmann Porzellanfabrik stellte Gebrauchsgeschirre aller Art her. Spezialitäten des Unternehmens waren Indisch Blau und Zwiebelmuster unter Glasur. Tassen in Trompetenform (Neugriechisch). Hinzu kam die Produktion von Hotelgeschirren, Malerei und Druckerei. Hergestellt wurden laut Adressbuch der Keram-Industrie von 1893: Gebrauchsgeschirre. Specialität: Scharffeuerfarben unter Glasur. Musterlager wurden in Hamburg und Amsterdam unterhalten. Eine Spezialität war 1899: Strohmuster auf Kaffee- und Speisegeschirren. 1902 wurde das Unternehmen in Düsseldorf mit einer Silbernen Medaille und dem Bronzenen Staatspreis prämiert. Um 1906 wurden Gebrauchsgeschirre aller Art hergestellt. Spezialität war auch zu dieser Zeit Indisch Blau und Zwiebelmuster unter Glasur. Das Unternehmen hatte eine eigene Malerei und Druckerei. Joseph Hohmann war seit 1899 Inhaber des Patents 116211: Gefäßverschluss mittels Nase in T-Form am Boden des Deckels und einem Ausschnitt für diese Nase, am inneren Gefäßrand hinten beim Henkel der Kanne, wodurch das Abfallen des Deckels verhindert wird.

## Fabrikmarke

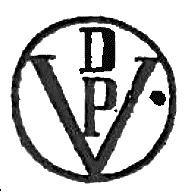
Porzellanmarke der VDP, um 1910

- Pressmarke: VDP-Monogramm im Kreis mit der Zahl 15 darunter (lt. Adressbuch der Keram-Industrie 1910). Strohhalmdekor (Indisch Blau), handgemalt um 1910 auf dickwandigem Geschirr.
- Blaue Monogrammmarke: H mit zwei waagerechten Verbindungsstrichen, wobei der zweite senkrechte Strich des H unten länger ist und nach links weggebogen (J H) ist.